# Okręg wyborczy Oxford East
Okręg wyborczy Oxford East powstał w 1983 r. i wysyła do brytyjskiej Izby Gmin jednego deputowanego. Okręg obejmuje wschodnią i południową część miasta Oksford.

## Deputowani do Izby Gmin z okręgu Oxford East
| Wybory | Deputowany      | Partia               |
| ------ | --------------- | -------------------- |
| 1983   | Steven Norris   | Partia Konserwatywna |
| 1987   | Andrew Smith    | Partia Pracy         |
| 2017   | Anneliese Dodds | Partia Pracy         |